# Gopamau
Gopamau es un pueblo y nagar Panchayat situado en el distrito de Hardoi en el estado de Uttar Pradesh (India). Su población es de 15526 habitantes (2011). 

## Demografía
Según el censo de 2011 la población de Gopamau era de 15526 habitantes, de los cuales 8192 eran hombres y 7334 eran mujeres. Gopamau tiene una tasa media de alfabetización del 52,25%, inferior a la media estatal del 67,68%: la alfabetización masculina es del 57,81%, y la alfabetización femenina del 45,94%.